# Altibano Maselli
Altibano Maselli (Pistoia, 29 gennaio 1927 – Pistoia, 29 agosto 2011) è stato un calciatore italiano, di ruolo attaccante.

## Carriera
Giocò una stagione in Serie A nel Livorno.